# LIVING/LOVING
『LIVING/LOVING』（リヴィング・ラヴィング）は、カーネーションの11枚目のアルバム。2003年8月27日にcutting edgeより発売。2014年6月18日にDeluxe Editionとしてボーナスディスクと2枚組で再発売。

## 概要
メンバーが3人体制になってから初のアルバム。本作から音楽性が本格的にロックへと傾倒していく。
CD EXTRA仕様により「LOVERS&SISTERS」のPVを収録。ジャケットの女性モデルは、「スペードのエース」のジャケットと同じ人物である。
アナログ盤の『LOVERS' FAVOURITES』が2004年9月に発売されている。発売時、フライヤーに岸田繁(くるり)のコメントが寄せられた。

## 収録曲
Disc 1
1. やるせなく果てしなく
2. 春の風が吹き荒れているよ
3. LOVERS & SISTERS
KDDI 「au 着歌」（ラジオCMソング）。
4. あらくれ
5. 永遠と一秒のためのDIARY
6. COCKA-DOODLE-DO
7. ハイウェイ・バス
8. 愚か者、走る
9. BLACK COFFEE CRAZY
10. USED CAR
11. OOH!BABY

Disc 2
1. 愚か者、走る (Rainy Day Demo)
2. ハイウェイ・バス (Home Demo)
3. LEMON CREME (Live Version
4. VENTURE BUSINESS SYMPHONY #1
5. ぼうふら漂流族 (Rainy Day Demo)
6. ダイナマイト・ボイン (Live Version)
7. VENTURE BUSINESS SYMPHONY #2 "VENTURE CHRISTMAS TIME"
8. 放課後の屋上で
9. VENTURE BUSINESS SYMPHONY #3 "VENTURE MASSAGE 4 U"
10. 春の風が吹き荒れているよ (Home Demo)
11. あらくれ (Home Demo)
12. 永遠と一秒のためのDIARY (Home Demo)
13. COCKA-DOODLE-DOo (Home Demo)
14. USED CAR (Home Demo)
15. NO TITLE (未発表曲 Home Demo)

M1-9：限定生産シングルシリーズ『VENTURE BUSINESS Vol.1～Vol.3』収録曲
M10-15：未発表デモ

## LOVERS' FAVOURITES
A side
1. スペードのエース
2. 十字路
3. LOW PRESSURE
4. OOH! BABY（Acoustic Solo version）

B side
1. ANGEL
2. やるせなく果てしなく
3. LOVERS & SISTERS（Acoustic Steel version）
4. おそろいのお気に入り